# Galindo II Aznárez
Galindo II Aznárez foi conde de Aragão (893 - 922), sucedendo ao seu pai Aznar II Galíndez (m. 893). 
Patrocinou o golpe de estado de Pamplona (905), do qual resultou a mudança da dinastia pamplonesa por outro ramo mais favorável aos interesses de Aragão. 

## Relações familiares
Foi filho de Aznar II Galíndez (m. 893) o conde de Aragão entre 867 e 893 e de Oneca, filha do rei de Pamplona, Garcia Íñiguez.
Foi casado por duas vezes: o 1º casamento foi com Acibella Garcez da Gasconha, filha de Garcia Sanchez da Gasconha "o Curvado" e de Aminiona de Angoulême, de quem teve:
- Sancha Galíndez que foi casada com Hunfredo Bernat, conde de Ribagorza.
- Redemptus Galindes de Aragão, bispo.
- Miron Galindes
- Toda Galindes de Aragão, casada com Bernardo I, conde de Ribagorza entre os anos de 920 e de 955[2]

O 2º com Sancha Garcês de Pamplona, filha de Garcia Jimenes e de Onneca Rebelle de Sangüesa, de que teve: 
- Andregoto Galíndez (m. 972) (condessa 922-925), casada com Garcia Sanches I, rei de Pamplona (Navarra) (925 - 970) e conde de Aragão (943-970).

1. Velasquita Galindes.